# Liste der Einträge im National Register of Historic Places im Coffee County (Alabama)
Die Liste der Registered Historic Places im Coffee County in Alabama führt alle Bauwerke und historischen Stätten im Coffee County auf, die in das National Register of Historic Places aufgenommen wurden.

## Aktuelle Einträge
| Lfd. Nr. | Name                                           | Bild | Datum der Eintragung | Adresse/Lage                           | Ort        | ID-Nr.   | Beschreibung |
| -------- | ---------------------------------------------- | ---- | -------------------- | -------------------------------------- | ---------- | -------- | ------------ |
| 1        | Boll Weevil Monument                           |      | 26. Apr. 1973        | Main and College Sts.                  | Enterprise | 73000336 |              |
| 2        | Coffee County Courthouse                       |      | 8. Mai 1973          | Courthouse Sq.                         | Elba       | 73000335 |              |
| 3        | Pea River Power Company Hydroelectric Facility |      | 1. Aug. 1984         | S of Elba                              | Elba       | 84000602 |              |
| 4        | Rawls Hotel                                    |      | 17. Sep. 1980        | 116 S. Main St.                        | Enterprise | 80000684 |              |
| 5        | Seaboard Coastline Depot                       |      | 7. Aug. 1974         | Corner of Railroad and W. College Sts. | Enterprise | 74000405 |              |